# Trichostomum subcirrhatum
Trichostomum subcirrhatum är en bladmossart som beskrevs av Georg Ernst Ludwig Hampe 1875. Trichostomum subcirrhatum ingår i släktet lansettmossor, och familjen Pottiaceae. Inga underarter finns listade i Catalogue of Life.